# Ulster Grand Prix 1967
De Ulster Grand Prix 1967 was de tiende Grand Prix van wereldkampioenschap wegrace in het seizoen 1967. De races werden verreden op zaterdag 19 augustus 1967 op het Dundrod Circuit, een stratencircuit in County Antrim. De 50cc-klasse en de zijspanklasse kwamen niet aan de start. De wereldtitel in de 350cc-klasse was al beslist.

## Algemeen
Voor het eerst in jaren werd de Ulster Grand Prix met mooi weer verreden, maar tijdens de trainingen regende het, waardoor veel machines niet goed afgesteld konden worden, vooral waar het de gearing betrof. De 19-jarige student Brian Steenson uit Crossgar debuteerde sterk met twee vijfde plaatsen. Hij was met recht een "lokale" held. Hij woonde 25 km van het circuit en studeerde aan Queen's University in Belfast, minder dan 10 km van het circuit. Een tweede lokale held was Ralph Bryans uit Belfast, die van Honda de kans kreeg om de 350cc-zescilinder Honda RC 174 van Mike Hailwood te rijden. Hailwood was al 350cc-wereldkampioen en had het maximaal haalbare puntenaantal (40) al bereikt. Bovendien waren drie races van 15 ronden in totaal 533 km lang, terwijl een coureur op één dag maximaal 500 km mocht rijden. Hailwood moest dus wel van één race afzien. John Blanchard startte voor het eerst met de door Colin Seeley en Helmut Fath ontwikkelde 500cc-viercilinder Seeley-URS en werd daar vierde mee.

## 500cc-klasse
Door een vrij eenvoudige overwinning op het Dundrod Circuit keerden de kansen voor Mike Hailwood. Die overwinning werd zo eenvoudig omdat Giacomo Agostini al bij de start zijn koppeling verbrandde en zijn motor naar de pit moest duwen. Daar werden de koppelingsplaten vervangen, maar Hailwood had toen al 3½ ronde voorsprong. John Hartle werd opnieuw tweede. John Blanchard werd met de experimentele Seeley-URS vierde. Hij was als laatste gestart en had zich naar de derde plaats opgewerkt, maar werd tegen het einde van de race ingehaald door Jack Findlay.
| Pos | Coureur          | Merk               | Tijd       | Punten     |
| --- | ---------------- | ------------------ | ---------- | ---------- |
| 1   | Mike Hailwood    | Honda              | 1:04"43'4  | 8          |
| 2   | John Hartle      | Métisse-Matchless  | +2"24'4    | 6          |
| 3   | Jack Findlay     | McIntyre-Matchless | +3"11'2    | 4          |
| 4   | John Blanchard   | Seeley-URS         | +3"28'4    | 3          |
| 5   | Steve Spencer    | Norton             | +3"34'0    | 2          |
| 6   | John Cooper      | Norton             | +3"57'4    | 1          |
| 7   | Gyula Marsovszky | Matchless          |            |            |
| 8   | Rodney Gould     | Norton             |            |            |
| 9   | Dave Degens      | Matchless          |            |            |
| 10  | Billy McCosh     | Matchless          |            |            |
| 11  | Denis Gallagher  | Matchless          |            |            |
| 12  | Derek Lee        | Matchless          |            |            |
| 13  | Cecil Crawford   | Norton             |            |            |
| 14  | Kel Carruthers   | Métisse-Matchless  |            |            |
| 15  | Bosse Granath    | Métisse-Matchless  |            |            |
| 16  | Bob Steele       | Matchless          |            |            |
| 17  | Ron Wilson       | Norton             |            |            |
| 18  | Ernst Weiss      | Matchless          |            |            |
| 19  | Ken Kay          | Matchless          |            |            |
| 20  | Giacomo Agostini | MV Agusta          | Na pitstop | Na pitstop |
| 21  | Roy Reid         | Norton             |            |            |
| 22  | Harry Turner     | Norton             |            |            |

| Coureur        | Merk         | Oorzaak |
| -------------- | ------------ | ------- |
| Tom Gill       | Matchless    |         |
| Bill Smith     | Matchless    |         |
| Billie Guthrie | Norton       |         |
| Brian Sapsford | Norton       |         |
| Chris Conn     | Norton       |         |
| Dan Shorey     | Norton       |         |
| Fred Stevens   | Hannah-Paton |         |
| Ian McGregor   | Norton       |         |
| Joe Dunphy     | Norton       |         |
| Malcolm Uphill | Norton       |         |
| Percy Tait     | Triumph      |         |
| Rob Fitton     | Norton       |         |
| Tony Godfrey   | Norton       |         |
| Gordon Keith   | Norton       |         |
| Jack Lindh     | Matchless    |         |

| Coureur            | Merk            | Oorzaak |
| ------------------ | --------------- | ------- |
| John Dodds         | Norton          |         |
| Ivor Lloyd         | Matchless       | [ 1 ]   |
| Mike Duff          | Matchless       |         |
| Billie Nelson      | Norton          |         |
| Derek Minter       | Norton          |         |
| Griff Jenkins      | Norton          |         |
| Maurice Hawthorne  | Norton          |         |
| Peter Williams     | Arter-Matchless |         |
| Angelo Bergamonti  | Hannah-Paton    |         |
| Giuseppe Mandolini | Moto Guzzi      | [ 2 ]   |
| Johnny Rockett     | Norton          | [ 1 ]   |
| Andreas Georgeades | Velocette       | [ 1 ]   |

### Top tien tussenstand 500cc-klasse
| Pos | Coureur          | Merk                      | Ptn |
| --- | ---------------- | ------------------------- | --- |
| 1   | Giacomo Agostini | MV Agusta                 | 44  |
| 2   | Mike Hailwood    | Honda                     | 38  |
| 3   | John Hartle      | Métisse-Matchless         | 21  |
| 4   | Peter Williams   | Arter-Matchless           | 16  |
| 5   | Jack Findlay     | McIntyre-Matchless        | 15  |
| 6   | Fred Stevens     | Hannah-Paton              | 8   |
| 6   | John Cooper      | Norton / Seeley-Matchless | 8   |
| 8   | Gyula Marsovszky | Matchless                 | 7   |
| 9   | Billie Nelson    | Norton                    | 6   |
| 9   | Steve Spencer    | Norton                    | 6   |

## 350cc-klasse
In Ulster concentreerde Mike Hailwood zich op de klassen waarin hij nog geen wereldkampioen was, de 250- en 500cc. In de 350cc-race kreeg Ralph Bryans zijn zescilinder Honda. Bryans leidde vijf ronden lang, maar werd toen gespasseerd door Giacomo Agostini die snel van hem weg reed. Dat de beslissing om de Honda aan Bryans te geven op het laatste moment werd genomen bleek na de race, toen Bryans klaagde over de stugge afstelling van de vering. Die was nog afgesteld op Hailwood (77 kg), terwijl Bryans slechts 60 kg woog. Heinz Rosner reed van begin tot eind op de derde plaats. Debutant Brian Steenson reed zijn Aermacchi Ala d'Oro 350 naar de vijfde plaats.

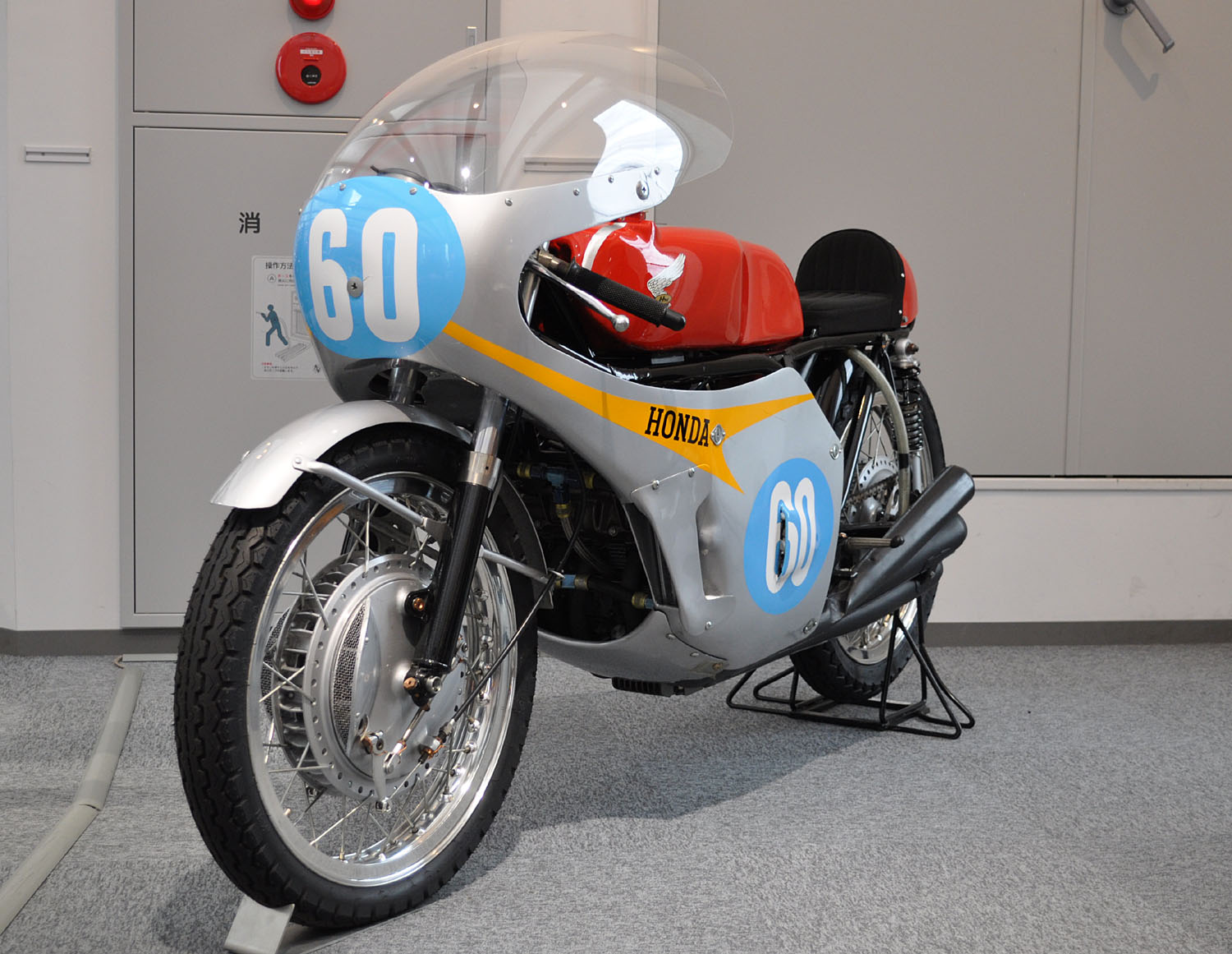
Ralph Bryans reed de Honda RC 174 van Mike Hailwood naar de tweede plaats.

| Pos | Coureur          | Merk              | Tijd     | Punten |
| --- | ---------------- | ----------------- | -------- | ------ |
| 1   | Giacomo Agostini | MV Agusta         | 1:4'27'4 | 8      |
| 2   | Ralph Bryans     | Honda             |          | 6      |
| 3   | Heinz Rosner     | MZ                |          | 4      |
| 4   | Kel Carruthers   | Métisse-Aermacchi |          | 3      |
| 5   | Brian Steenson   | Aermacchi         |          | 2      |
| 6   | Ian McGregor     | Honda             |          | 1      |

| Coureur       | Merk         | Oorzaak           |
| ------------- | ------------ | ----------------- |
| Derek Woodman | MZ           | Ontsteking        |
| Fred Stevens  | Hannah-Paton | Kleppenmechanisme |

| Coureur       | Merk  | Oorzaak    |
| ------------- | ----- | ---------- |
| Mike Hailwood | Honda | Teambeleid |

| Coureur           | Merk      |
| ----------------- | --------- |
| Bohumil Staša     | Jawa      |
| Gustav Havel      | CZ        |
| Chris Conn        | Norton    |
| Dan Shorey        | Norton    |
| Alberto Pagani    | Aermacchi |
| Gilberto Milani   | Aermacchi |
| Renzo Pasolini    | Benelli   |
| Silvio Grassetti  | Benelli   |
| Masahiro Wada     | Yamaha    |
| Shigeyoshi Mimuro | Yamaha    |
| Toshimi Yorino    | Honda     |

### Top tien tussenstand 350cc-klasse
| Pos | Coureur          | Merk              | Ptn |                |
| --- | ---------------- | ----------------- | --- | -------------- |
| 1   | Mike Hailwood    | Honda             | 40  | wereldkampioen |
| 2   | Giacomo Agostini | MV Agusta         | 32  |                |
| 3   | Heinz Rosner     | MZ                | 14  |                |
| 4   | Derek Woodman    | MZ                | 12  |                |
| 5   | Kel Carruthers   | Métisse-Aermacchi | 9   |                |
| 6   | Renzo Pasolini   | Benelli           | 8   |                |
| 6   | Alberto Pagani   | Aermacchi         | 8   |                |
| 8   | Ralph Bryans     | Honda             | 6   |                |
| 9   | Fred Stevens     | Hannah-Paton      | 3   |                |
| 9   | Gustav Havel     | CZ                | 3   |                |

## 250cc-klasse
In de 250cc-klasse had Phil Read de snelste trainingstijden gedraaid, maar Mike Hailwood was bij de start iets sneller. Aan het einde van de tweede ronde probeerde Read hem uit te remmen, maar dat mislukte. Op de hobbelige weg blokkeerden zijn remmen en Read viel. Hailwood kon zijn Honda nog net tussen de gevallen Phil Read en de strobalen door sturen. De Yamaha kon niet verder en Hailwood reed eenzaam naar de finish. Achter hem had Bill Ivy lang de tweede plaats bezet, maar toen zijn machine over begon te slaan werd hij gepasseerd door Ralph Bryans. Als Ivy tweede was gebleven had hij in punten gelijk gestaan met Hailwood, die nu aan de leiding van de WK-stand kwam te staan.
| Pos | Coureur          | Merk      | Tijd      | Punten |
| --- | ---------------- | --------- | --------- | ------ |
| 1   | Mike Hailwood    | Honda     | 1:03"30'2 | 8      |
| 2   | Ralph Bryans     | Honda     | + 35'8    | 6      |
| 3   | Bill Ivy         | Yamaha    | + 1"01'4  | 4      |
| 4   | Derek Woodman    | MZ        | + 1 ronde | 3      |
| 5   | Brian Steenson   | Aermacchi | + 1 ronde | 2      |
| 6   | Gyula Marsovszky | Bultaco   | + 1 ronde | 1      |

| Coureur   | Merk   | Oorzaak |
| --------- | ------ | ------- |
| Phil Read | Yamaha | Val     |

| Coureur          | Merk   | Oorzaak |
| ---------------- | ------ | ------- |
| Yvon Duhamel     | Yamaha | [ 1 ]   |
| Ron Grant        | Yamaha | [ 1 ]   |
| Frank Camillieri | Yamaha | [ 1 ]   |

| Coureur           | Merk         |
| ----------------- | ------------ |
| Jack Findlay      | Bultaco      |
| Malcolm Stanton   | Aermacchi    |
| Heinz Rosner      | MZ           |
| Rolf Schmid       | Bultaco      |
| Carlos Giró       | Ossa         |
| José Medrano      | Bultaco      |
| Bill Smith        | Kawasaki     |
| Dave Simmonds     | Kawasaki     |
| Fred Stevens      | Hannah-Paton |
| Mick Chatterton   | Yamaha       |
| Tommy Robb        | Bultaco      |
| Gilberto Milani   | Aermacchi    |
| Akiyasu Motohashi | Yamaha       |
| Jyun Hamano       | Yamaha       |
| Ginger Molloy     | Bultaco      |

### Top tien tussenstand 250cc-klasse
| Pos | Coureur          | Merk     | Ptn     |
| --- | ---------------- | -------- | ------- |
| 1   | Mike Hailwood    | Honda    | 46      |
| 2   | Bill Ivy         | Yamaha   | 44      |
| 3   | Phil Read        | Yamaha   | 42      |
| 4   | Ralph Bryans     | Honda    | 36 (42) |
| 5   | Derek Woodman    | MZ       | 16      |
| 6   | Heinz Rosner     | MZ       | 10      |
| 7   | Ginger Molloy    | Bultaco  | 8       |
| 7   | Gyula Marsovszky | Bultaco  | 8       |
| 9   | Dave Simmonds    | Kawasaki | 5       |
| 10  | José Medrano     | Bultaco  | 4       |

(Punten (tussen haakjes) zijn inclusief streepresultaten)

## 125cc-klasse
Bill Ivy won de 125cc-race in Ulster, maar gemakkelijk ging het niet. Halverwege scheurde een cilinderkop waardoor koelvloeistof lekte. De motor begon warm te lopen maar omdat Phil Read door stalorders op afstand gehouden werd, kon Ivy wat kalmer aan doen. Stuart Graham had in de eerste ronden geprobeerd de twee Yamaha RA 31's bij te houden, maar hij had tijdens de natte trainingen zijn gearing te kort gekozen en moest daardoor te veel toeren draaien. Dat leverde een vette bougie op en die moest hij vervangen. Dat gebeurde hem zelfs nog een keer, maar hij werd desondanks toch nog derde.
| Pos | Coureur        | Merk    | Tijd    | Punten |
| --- | -------------- | ------- | ------- | ------ |
| 1   | Bill Ivy       | Yamaha  | 51"30'2 | 8      |
| 2   | Phil Read      | Yamaha  |         | 6      |
| 3   | Stuart Graham  | Suzuki  |         | 4      |
| 4   | Kel Carruthers | Honda   |         | 3      |
| 5   | Kevin Cass     | Bultaco |         | 2      |
| 6   | Ginger Molloy  | Bultaco |         | 1      |

| Coureur          | Merk   | Oorzaak    |
| ---------------- | ------ | ---------- |
| Jean-Guy Duval   | Yamaha | [ 1 ]      |
| Ralph Swegan     | Yamaha | [ 1 ]      |
| Robert Lusk      | Yamaha | [ 1 ]      |
| Robert Messina   | Yamaha | [ 1 ]      |
| Tim Coopey       | Yamaha | [ 1 ]      |
| Yoshimi Katayama | Suzuki | Teambeleid |

| Coureur              | Merk     |
| -------------------- | -------- |
| Barry Smith          | Bultaco  |
| Hartmut Bischoff     | MZ       |
| Jürgen Lenk          | MZ       |
| Klaus Enderlein      | MZ       |
| Thomas Heuschkel     | MZ       |
| Hans Georg Anscheidt | Suzuki   |
| Herbert Mann         | MZ       |
| Walter Scheimann     | Honda    |
| José Maria Busquets  | Montesa  |
| José Medrano         | Bultaco  |
| Jean-Louis Vergnais  | Bultaco  |
| Dave Simmonds        | Kawasaki |
| Jim Curry            | Honda    |
| Rex Avery            | EMC      |
| László Szabó         | MZ       |
| Francesco Villa      | Montesa  |
| Giovanni Burlando    | Honda    |
| Walter Villa         | Montesa  |
| Akiyasu Motohashi    | Yamaha   |
| Hideo Kanaya         | Suzuki   |
| Isao Morishita       | Suzuki   |
| Yasuho Shigeno       | Suzuki   |
| Cees van Dongen      | Honda    |

### Top tien tussenstand 125cc-klasse
| Pos | Coureur              | Merk     | Ptn     |
| --- | -------------------- | -------- | ------- |
| 1   | Bill Ivy             | Yamaha   | 52      |
| 2   | Phil Read            | Yamaha   | 40      |
| 3   | Stuart Graham        | Suzuki   | 35 (38) |
| 4   | Yoshimi Katayama     | Suzuki   | 19      |
| 5   | László Szabó         | MZ       | 9       |
| 5   | Dave Simmonds        | Kawasaki | 9       |
| 7   | Kel Carruthers       | Honda    | 7       |
| 8   | Hans Georg Anscheidt | Suzuki   | 6       |
| 9   | Thomas Heuschkel     | MZ       | 5       |
| 10  | Akiyasu Motohashi    | Yamaha   | 3       |
| 10  | Francesco Villa      | Montesa  | 3       |
| 10  | Klaus Enderlein      | MZ       | 3       |
| 10  | Jürgen Lenk          | MZ       | 3       |

(Punten (tussen haakjes) zijn inclusief streepresultaten)

## Trivia

### Seeley-URS
De Seeley-URS was ontstaan toen Colin Seeley tijdens de zijspanraces waaraan hij deelnam had gezien hoe snel de URS-viercilinder van Helmut Fath was. Fath had de motor zelf ontwikkeld en genoemd naar zijn geboorteplaats: Schriesheim-URSenbach. Fath had in het wereldkampioenschap erg veel pech met de URS, maar won een race op Brands Hatch. Daar opperde Seeley het idee om de motor in een Seeley-frame te monteren en in te zetten in de 500cc-klasse. Als rijder werd Seeley-Matchless-rijder John Blanchard aangetrokken. In de Britse pers verscheen daarna een wat vreemd bericht: na de Ulster Grand Prix zou Blanchard door Seeley zijn ontslagen omdat hij te vaak viel en zijn Seeley-Matchless werd overgenomen door John Cooper. Blanchard zou wel op de Seeley-URS blijven rijden. Dat bericht was vreemd omdat Seeley dan toch niet het hele vertrouwen in Blanchard verloren kon hebben, maar ook omdat Cooper tijdens de GP van België ook al op de Seeley-Matchless had gereden, maar de rest van het seizoen met zijn eigen Norton Manx had geracet.

### Pleisters
Mike Hailwood verscheen aan de start van de 500cc-race met pleisters op zijn neus. Hij verwachtte achter Giacomo Agostini te moeten slipstreamen en was beducht voor de vele opspattende stenen. In de race was het probleem snel opgelost omdat Agostini bij de start zijn koppeling verbrandde.
1922 · 1923 · 1924 · 1925 · 1926 · 1927 · 1928 · 1929 · 1930 · 1931 · 1932 · 1933 · 1934 · 1935 · 1936 · 1937 · 1938 · 1939 · 1946 · 1947 · 1948 · 1949 · 1950 · 1951 · 1952 · 1953 · 1954 · 1955 · 1956 · 1957 · 1958 · 1959 · 1960 · 1961 · 1962 · 1963 · 1964 · 1965 · 1966 · 1967 · 1968 · 1969 · 1970 · 1971 · 1973 · 1974 · 1975 · 1976 · 1977 · 1978 · 1979 · 1980 · 1981 · 1982 · 1983 · 1984 · 1985 · 1986 · 1988 · 1989 · 1990 · 1991 · 1992 · 1993 · 1994 · 1995 · 1996 · 1997 · 1998 · 1999 · 2000 · 2001 · 2002 · 2003 · 2004 · 2005 · 2006 · 2007 · 2008 · 2009 · 2010 · 2011 · 2012 · 2013 · 2014 · 2015